# Neopurcellia salmoni
Neopurcellia salmoni is een hooiwagen uit de familie Pettalidae.